# (73030) 2002 EG79
(73030) 2002 EG79 – planetoida z pasa głównego asteroid okrążająca Słońce w ciągu 4,58 lat w średniej odległości 2,76 j.a. Odkryta 10 marca 2002 roku.